# Nuovo soggettario
Le Nuovo soggettario est le système élaboré par la Bibliothèque nationale centrale de Florence (BNCF) qui, en Italie, a la tâche institutionnelle de gérer et développer les outils d'indexation matière, en vertu de son rôle d'archive nationale du livre et d'agence bibliographique produisant la Bibliographie nationale italienne (BNI).
Il peut être utilisé par bibliothèques, archives, médiathèques, centres de documentation et d’autres institutions culturelles pour indexer des ressources de nature variée (textes, images, sons, sites web, etc.) sur divers supports (analogiques, numériques); il s'agit d'un système à plusieurs composants, dont les principaux sont : un ensemble de règles syntaxiques et sémantiques (publiées dans le Guide correspondant) visant à élaborer les  vedettes-matières; le thésaurus multidisciplinaire en italien, contenant la terminologie pouvant être utilisé pour l’indexation et, en phase de recherche, par les utilisateurs des catalogues en ligne et d’autres bases de données. Le thésaurus du Nuovo soggettario est disponible en format ouvert dans la perspective du Web des données (linked data).

## Finalité
L’objectif du Nuovo soggettario est celui de proposer une méthode d’indexation par sujet conforme aux normes internationales en la matière. Il a réformé le Soggettario per i cataloghi delle biblioteche italiane, publié par la BNCF en 1956 et utilisé pendant des nombreuses années par la plupart des bibliothèques italiennes.

## Historique
Le projet pour l’élaboration du Nuovo soggettario a été initié par Antonia Ida Fontana, directrice de la Bibliothèque nationale centrale de Florence entre 1996 et 2010, et a été soutenu dès le début par le Ministère de la culture (MiC) et par l’Institut central du catalogue unique des bibliothèques italiennes et des informations bibliographiques (ICCU).
Il est né de la conviction que le Soggettario du 1956 était devenu un outil obsolète et qu’une profonde révision de celui-ci était devenue nécessaire, à la lumière également des développements dans ce domaine qui ont produit des théories, des normes internationales, des modèles conceptuels et des systèmes d’indexation dans d’autres pays.
Les étapes principales du développement du projet du Nuovo soggettario ont été les suivantes :
- 2000-2002 : Étude de faisabilité pour le renouvellement du Soggettario par une équipe d’experts coordonnée par Luigi Crocetti et s’appuyant sur l’expérience du Groupe de recherche sur l’indexation par sujet (GRIS)[3]. L’étude a analysé et défini principes, caractéristiques et exigences du nouveau langage d’indexation, produisant un ensemble de recommandations à développer par étapes dans un plan à court et moyen terme[4].
- 2003-2005 : Vérification des hypothèses identifiées pour le nouveau langage, avec une expérimentation sur des "cas bibliographiques" spécifiques; lancement de la phase de prototypage et choix technologiques; rédaction des règles syntaxiques et sémantiques; mise en place du prototype du Thésaurus en ligne.
- 2007 : Publication du volume Nuovo soggettario. Guida al sistema italiano di indicizzazione per soggetto Prototipo del Thesaurus[5], contenant les règles (syntaxiques et sémantiques) et de l’interface de recherche pour les utilisateurs du Thésaurus en ligne.
- 2007 : Publication du Thésaurus en ligne sous forme d’abonnement, avec des mises à jour tous les six mois. Début de l’utilisation du Nuovo soggettario par la Bibliographie nationale italienne et lancement du développement et de l’accroissement terminologique du Thésaurus.
- 2008 : Début de l’utilisation du Nuovo soggettario par d’autres bibliothèques italiennes.
- 2010 : Accès gratuit au Thésaurus en ligne[6] et au Manuel d’application[7] en aide aux catalogueurs, mis à jour périodiquement.
- 2010 : Prototype de traduction du format des métadonnées du Thésaurus dans la norme SKOS/RDF, dans la perspective du Web des données, et début de l’interopérabilité avec d’autres systèmes d’organisation des connaissance (knowledge organization systems) disponibles en ligne.
- 2011 : Début de l’interopérabilité avec correspondances en anglais des Library of Congress Subject Headings (LCSH)[8].
- 2011 : Expérimentation de l’utilisation du Thésaurus dans l’indexation automatique des ressources numériques.
- 2012 : Début de l’interopérabilité avec correspondances en français du Répertoire d'autorité-matière encyclopédique et alphabétique unifié (RAMEAU).
- 2013 : Début de l’interopérabilité réciproque entre le Thésaurus et Wikipedia en italien.
- 2016 : Début de l’interoperabilité entre le Thésaurus et bases de données d’archives et musées dans une optique GLAM.
- 2018 : Début de l’interopérabilité avec correspondances en allemand du Gemeinsame Normdatei (GND).
- 2019 : Début de l’interopérabilité avec correspondances en espagnol de Encabezamientos de materia de la Biblioteca Nacional de España (EMBNE)[9].
- 2021 : Publication en ligne de la 2e édition, entièrement révisée et mise à jour, du Nuovo soggettario. Guida al sistema italiano di indicizzazione per soggetto[10].

## Différences avec l’outil précédent

### Soggettario
Le Soggettario de 1956 était le fruit d’un travail conduit pendant vingt ans par un groupe de bibliothécaires de la Bibliothèque nationale centrale de Florence (coordonné dans sa phase finale par Emanuele Casamassima), élaboré à partir des vedettes matière utilisées dans le catalogue de la Bibliothèque, et en s’inspirant de la tradition américaine des  Library of Congress Subject Headings (LCSH).  Il prévoyait un modèle d'indexation précoordonné, basé sur des vedettes principales et des subdivisions; les vedettes pouvaient être constituées soit d’un seul terme issu de la liste, soit d’une combinaison de plusieurs termes («chaîne d’indexation»).  Il se présentait sous la forme d’un vocabulaire contrôlé, avec des termes classés par ordre alphabétique, liés à d’autres termes en raison de leur signification; il ne prévoyait pas d’ensemble de règles syntaxiques explicites, les relations sémantiques identifiées ne répondant pas à une norme unifiée et rigoureuse (inexistante à l’époque).
Il n’était pas possible de toujours respecter les principes fondamentaux d’exhaustivité, spécificité et coextensivité, même si l’outil accueillait, de manière genérale, les critères d’analyse et d’appartenance catégorielle élaborés par Shiyali Ramamrita Ranganathan.
Pendant cinquante ans le Soggettario a été enrichi avec la publication des Liste di aggiornamento (Listes de mise à jour), jusqu’en 1999, constituées de nouveaux termes introduits par la Bibliographie nationale italienne.
L’outil, cependant, révélait désormais son insuffisance dans les secteurs disciplinaires qui avaient le plus évolué, ainsi que sur le plan lexicale et structurale, sans compter que le passage des catalogues papier aux catalogues électroniques avait encore plus mis en évidence ses limites

### Nuovo soggettario

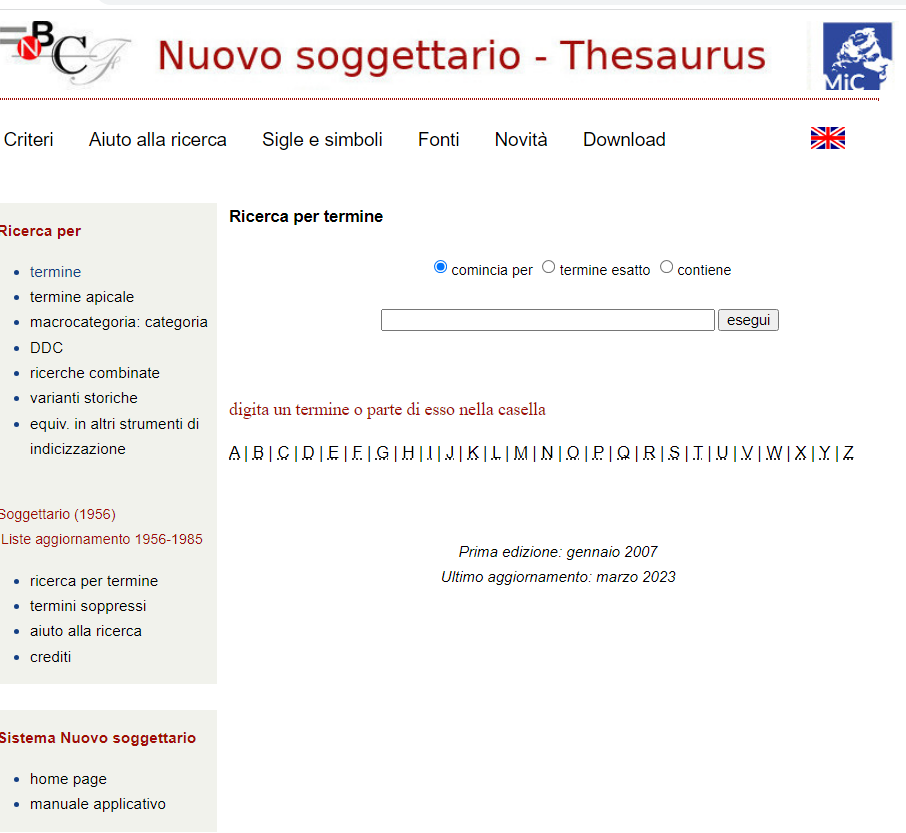
Thésaurus Nuovo soggettario

Le Nuovo soggettario suit les principes de spécificité, exhaustivité et coextensivité. Il prévoit des règles syntaxiques et sémantiques explicites et il peut être utilisé tant de manière precoordonnée que postcoordonnée. Inspiré par les principes des systèmes analytico-synthétiques, il repose sur une approche interdisciplinaire de l’indexation, tout en prêtant attention aux méthodes de classification à facettes. Le langage est constitué d’un ensemble détaillé de règles et d’un thésaurus multidisciplinaire, éléments fondamentaux d’une structure qui maintient distinctes les sphères de la syntaxe et de la terminologie. Il adhère aux normes ISO en matière d’indexation sémantique (concernant à la fois l'analyse conceptuelle et les thésaurus), aux directives de la Fédération internationale des associations et institutions de bibliothèques (IFLA) et à d’autres modèles qui assurent les fonctionnalités requises dans la recherche bibliographique (par exemple les spécifications fonctionnelles des notices bibliographiques (FRBR), le Modèle de référence IFLA pour les bibliothèques (IFLA LRM)) : grâce à ces caractéristiques, l’outil peut communiquer et être interopérable avec d’autres outils d’indexation.
Le Nuovo soggettario se présente dans la perspective de développer de plus en plus la recherche sur le web, pour permettre la liaison entre le Thésaurus et d’autres types de vocabulaire. Dans une perspective d'ouverture vers des domaines non libraires et dans la prévision d’une toujours plus large interaction entre archives divers, le Thésaurus est désormais disponible non seulement dans les normes Zthes et MARC21, mais aussi dans des protocoles et formats adaptés à l'échange de données sur le web tels que SKOS/RDF (le premier mappage en SKOS v. 0.1 date de juin 2010).
Dans ce domaine, la BNCF entretient des collaborations et des contacts permanents au niveau national et international afin d’optimiser les modalités de publication en ligne – en tant que données ouvertes liées – des métadonnées produites. Les métadonnées du Thésaurus sont disponibles sous licence Creative Commons Attribution 4.0, qui prévoit leur libre utilisation sous condition d’en reconnaître explicitement la paternité.
Les utilisateurs du Thésaurus peuvent interagir avec le groupe de travail de la BNCF à travers un formulaire dédié (accessible via un lien signalé par une icône en forme d'enveloppe, visible à côté de chaque terme) pour envoyer commentaires et recommandations sur le terme en question, ses relations sémantiques, etc., en relation à la terminologie déjà présente. En revanche la proposition de nouveaux termes est réservée aux institutions qui ont formellement signé une convention de partenariat avec la BNCF pour le développement du Thésaurus.

## Développements
Les mises à jour et révisions du Thésaurus sont effectuées par le Secteur recherches et instruments d’indexation sémantique de la BNCF (coordination générale) avec la collaboration de deux autres secteurs de la BNCF: Bibliographie nationale italienne (BNI) et Services informatiques.
Le Nuovo soggettario, qui s’appuie sur un vaste réseau de collaborations avec institutions de nature variée (bibliothèques universitaires, municipales et ecclésiastiques etc., pôles SBN, importantes institutions de recherche culturelle comme l’Accademia della Crusca, le CNR, l’Istituto dell’Enciclopedia italiana Treccani, etc.), intègre de plus en plus les données structurées de Wikidata. En outre, le Thésaurus développe progressivement le multilinguisme (grâce à des milliers de correspondances) et a pour objectif d’améliorer ses liens avec les métadonnées d’archives et musées : une initiative innovante dan le milieu des outils d’indexation matière réalisés par les bibliothèques nationales.

## Statistiques
Le Thésaurus du Nuovo soggettario est accru régulièrement; de 13.000 termes publiés dans le prototype de janvier 2007, il a atteint  74.490 termes en mars 2025. L’accroissement des termes et des correspondances dans d’autres langues est mis à jour tous les six mois et consultable sur le site de la BNCF.